# Феликс Велкенхусен
Феликс Велкенхусен је био белгијски фудбалер, рођен 12. децембра 1908. у Сен Жилу, преминуо 20. априла 1980.

## Биографија
Био је дефанзивац Унион Сент-Гилојсеа 1930-их. Био је део Унион 60, име које је дато тиму непораженом у Дивизији 1 током 60 мечева између 9. јануара 1933. и 10. фебруара 1935. Такође је био шампион Белгије три пута, узастопно.
Већи део ове легендарне ере белгијског фудбала био је белгијски репрезентативац. Одиграо је четири утакмице за Црвене Ђаволе 1934. укључујући једну утакмицу у прелиминарној рунди Светског првенства Италије против Немачке (изгубљена, 5–2).